# La Campa l'Abeduriu

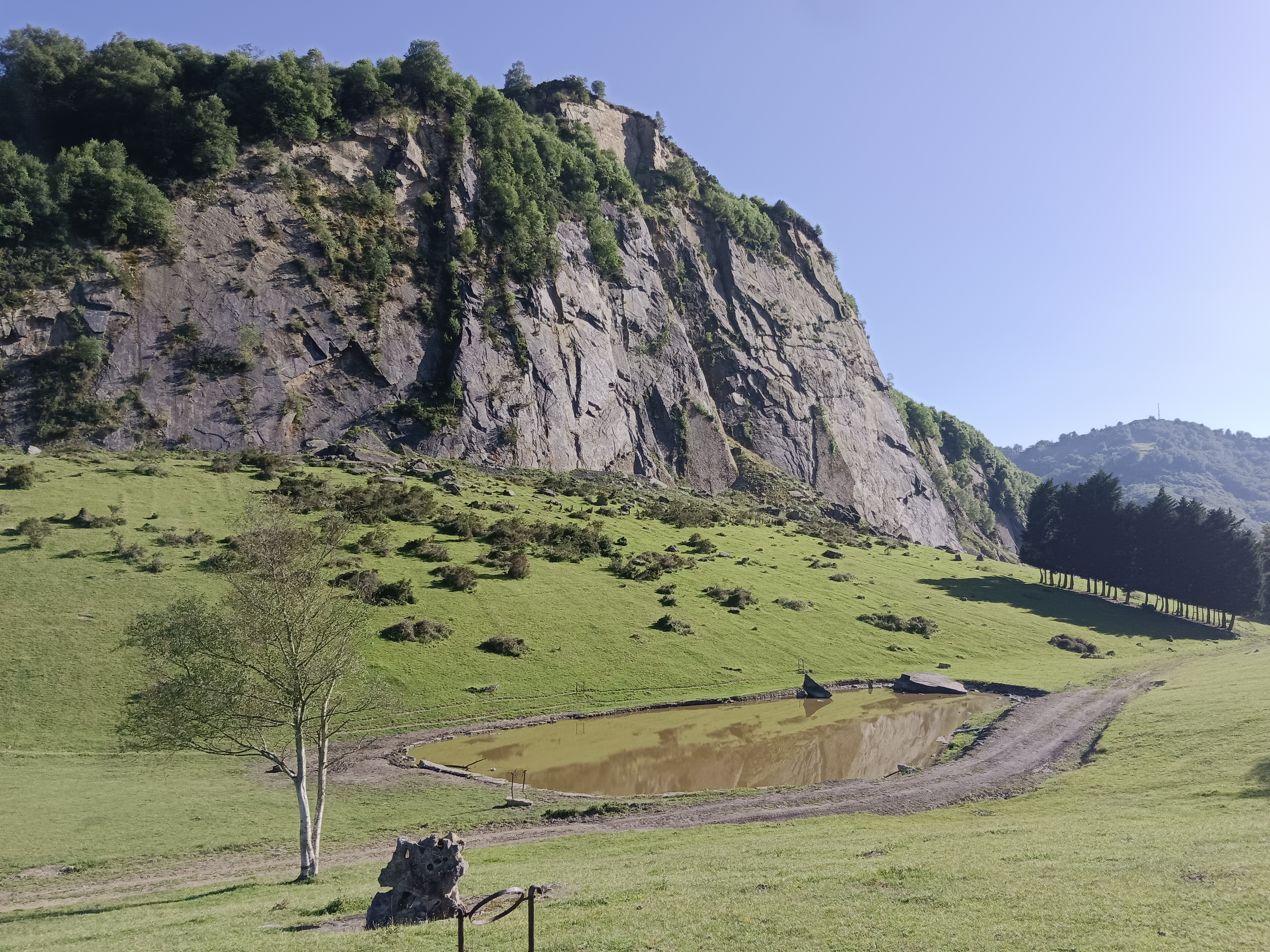
Antigua mina a cielo abierto de L'Abeduriu

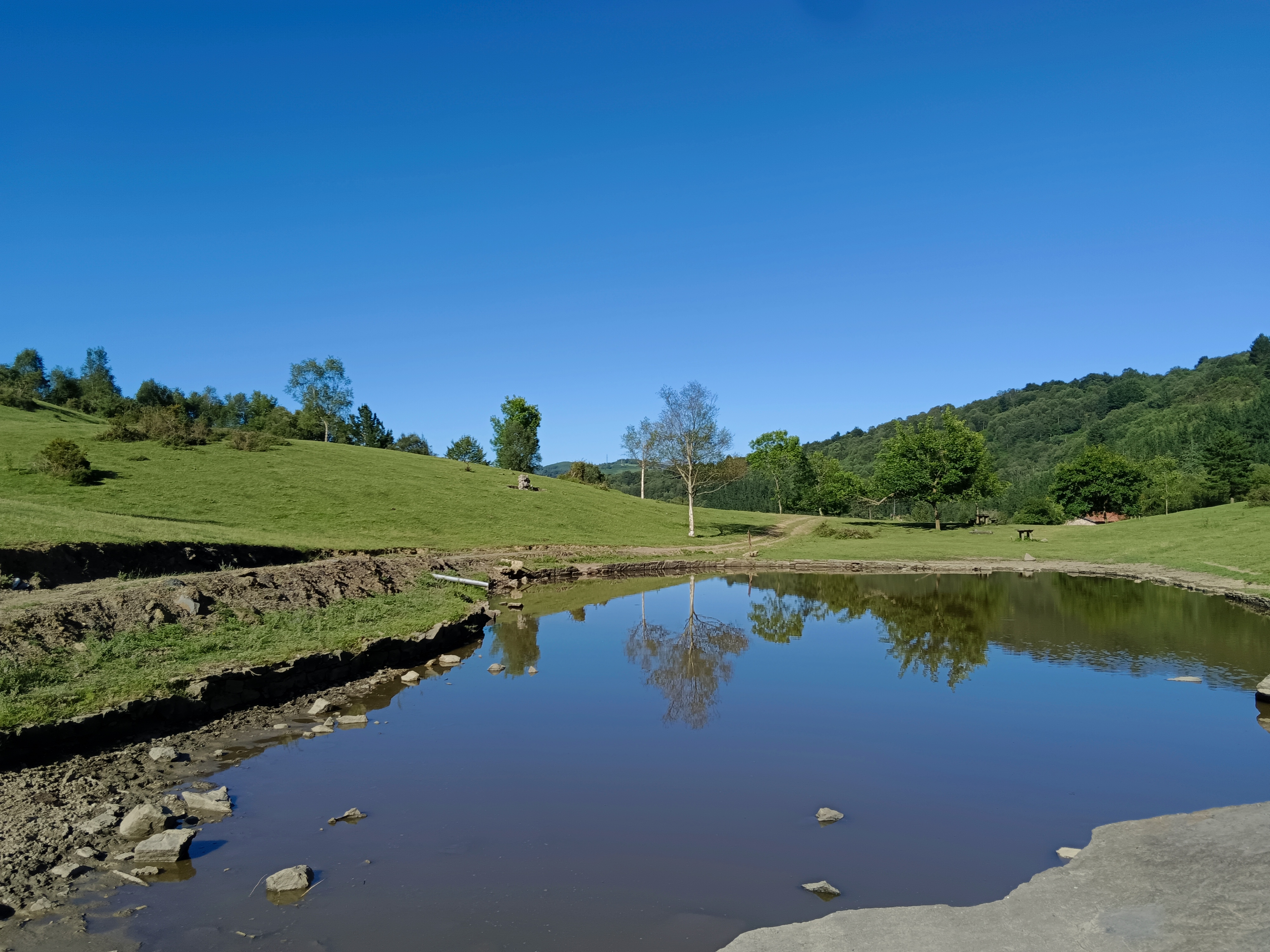
Laguna

La Campa l'Abeduriu, también conocida como Campa l'Abedul es una antigua explotación de carbón de hulla a cielo abierto ubicada en la parroquia de Linares, en el concejo asturiano de San Martín del Rey Aurelio (España).

## Descripción
La empresa pública HUNOSA comenzó en los años 80 a explotar minas a cielo abierto en municipios como Langreo y San Martín del Rey Aurelio. En torno al año 2000 estas minas comenzaron a perder actividad y fueron cerradas, por lo que HUNOSA optó por poner en práctica la regeneración natural de las mismas a través de la creación de pastos o plantaciones agrícolas. En el caso de l'Abeduriu se optó por construir un área recreativa, que se sitúa a escasos kilómetros de la localidad minera de El Entrego. 

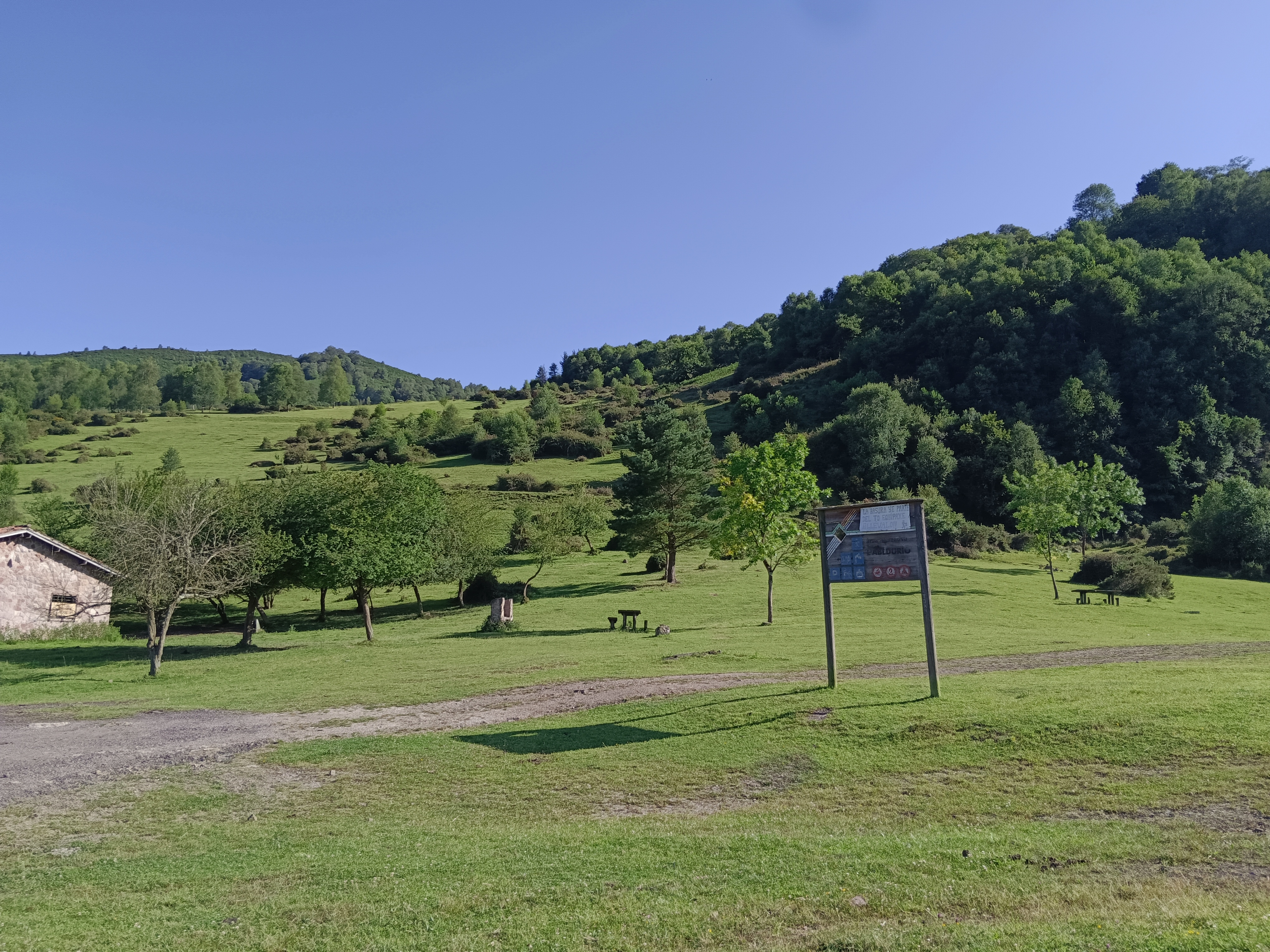
Área recreativa

El área destaca por el gran corte aún presente al que se sometió el monte para extracción de carbón, formando un barranco. Cuenta además con dos pequeñas lagunas fruto de la antigua actividad minera. Está permitido el pasto de ganado bovino y equino, y en la zona son habituales otro tipo de mamíferos como cabras, y diferentes especies arbóreas como ciruelos o pinos. El entorno cuenta con una pequeña capilla construida en 1994 y refugios para animales. Se encuentra a más de 500 metros de altura sobre el nivel del mar.  En los últimos años se propusieron más usos para el espacio, como un restaurante, rocódromo, aula didáctica, etc. aunque ninguno de ellos ha visto la luz. En la zona se celebra anualmente un trail.